# 格里德利號驅逐艦 (DD-92)
格里德利號驅逐艦（舷號DD-92）是一艘美國海軍建造的驅逐艦，為維克斯級驅逐艦的18號艦。她是美軍第一艘以格里德利為名的軍艦，以紀念在美西戰爭時期的參與馬尼拉灣海戰的海軍軍官查理斯·格里德利（Charles Vernon Gridley）。
格里德利號在1918年於聯合鋼鐵廠開始建造，在同年下水，於1919年服役，首任艦長為法蘭克·傑克·弗萊徹，其時第一次世界大戰已經結束。接著格里德利號留在大西洋執勤。1922年格里德利號退役，並長期封存。1937年格里德利號除籍，並於1939年出售拆解。